# ’93超级魂
《’93超级魂》，是烟山软件于1993年发行的盗版魂斗罗系列游戏，修改自日本科乐美公司1987年发行的《魂斗罗》，重新绘制了关卡地图，难度大幅提升。游戏为防盗版做了加密处理。
游戏第一关的地图相比原版《魂斗罗》增加了大量的水，有时被误认为是魂斗罗的“水下八关”。